# Knúts þáttr hins ríka
Knúts þáttr hins ríka es una historia corta islandesa (þáttr), escrita a finales del siglo XIV y conservada en el manuscrito Flateyjarbók (GKS 1005 fol.). Trata sobre la figura del rey Canuto el Grande en Inglaterra.